# ハイドロハイター
ハイドロハイターとは、花王株式会社が製造販売する白物衣類専用の粉末還元型漂白剤の商品名であり、ハイターシリーズの1つである。

## 製品の歴史
「ハイドロハイター」の商品名として発売を始めたのは、1982年9月からである。それ以前から花王は還元系の漂白剤を発売していたが、当時は月星ハイドロと言う商品名で発売されていた。またこの商品自体、量販店や小売店で手に入れるのが困難で、大半が取り寄せての購入だった。商品名は、同じ漂白剤と言う意味という面から同じブランド名を付ける事によってわかりやすくするために変更された。またこの時から、各地の量販店でも商品を見かけるようになった。

## 製品成分と用途
製品成分
還元系の二酸化チオ尿素が主成分、ほかにアルカリ剤（炭酸塩）、金属封鎖剤、安定化剤、蛍光増白剤である、液性は弱アルカリ性。
用途
塩素系漂白剤で黄変した一部樹脂加工品（ワイシャツ・ブラウス）の回復、鉄分の多い水で洗濯し黄ばんでしまった白物の回復、洗濯しても落ちない（作業着等に付着した）鉄さび、（体操着や靴下等に付着した）赤土の黄色いシミの回復、洗濯しても落ちない血液（月経の経血等）の付着した白物の回復。

## 使用に適するもの
白物の繊維で水洗いが出来る物すべて、木綿・麻・化学繊維・毛・絹。

## その他
- 分類上の商品名は、還元系漂白剤ではなく、黄変回復用漂白剤となっている。
- 発売当時、商品の使用法などを、解りやすく解説した小さなリーフレットが、商品についていた。
- 品物の特性上、宣伝広告はまず入らないが、婦人向け雑誌やウェブサイトの、お洗濯の質問の中で、白物の黄変の回復方法や白物の血液の汚れの落とし方などで、この商品の使用を勧めるため、商品としての知名度はある。また、同社の「家事ナビ」などで、サビ付きの除去など本来の用途以外で、この商品の使用を勧める場合が多い。
- 以前は使いきりのピロータイプもあった。